# Celastrina antidisconulla
Celastrina antidisconulla är en fjärilsart som beskrevs av Barend J. Lempke 1954. Celastrina antidisconulla ingår i släktet Celastrina och familjen juvelvingar. Inga underarter finns listade i Catalogue of Life.